# Fahrenheit 451
Fahrenheit 451 és una novel·la de Ray Bradbury ambientada en una distopia futurista, publicada el 1953 i traduïda al català per Jaume Subirana (1986). El títol ve de la temperatura en la qual crema el paper, ja que una de les característiques dels líders del relat és cremar els llibres per controlar el que aprèn la població. El llibre ha esdevingut una obra de culte de la ciència-ficció i les referències al seu títol o personatges abunden en el cinema i els videojocs. La història va ser portada al cinema el 1966 per François Truffaut (Vegeu Fahrenheit 451 (pel·lícula)) i el 2018 per Ramin Bahrani.
El seu títol va inspirar a més el del documental de Michael Moore Fahrenheit 9/11. Bradbury va protestar per aquest fet.

## Argument
Guy Montag és un cremador de llibres, en una societat en què llegir és delicte perquè incita a pensar i a qüestionar el poder, en comptes d'abandonar-se a l'hedonisme imperant recomanat pel govern. La trobada amb una dona fa que el protagonista entri en crisi i es qüestioni la seva feina. Llavors, entra en contacte amb un grup dissident que memoritza els llibres perquè no se'n perdi el missatge. La seva cap l'adverteix i intenta justificar la censura, segons ella adoptada lliurement pels ciutadans per tal de ser feliços i no amoïnar-se amb lectures pertorbadores. El govern el persegueix i ataca la ciutat amb bombes i controls policials, però les persones lliures escapen al camp i es transmeten la literatura oralment esperant el moment en què la societat permetrà de nou el retorn de la cultura.

## Personatges
- Guy Montag = bomber protagonista que es planteja les regles de la societat i acaba sent un símbol de la resistència (per això, el govern desencadena una persecució contra ell).
- Mildred = dona de Guy, representa la típica dona integrada en el sistema, només pendent de les telesèries i de les seves amigues amb la seva xerrada superficial, fugint de tot dolor i, per tant, de la mateixa vida.
- Clarisse McClellan = adolescent rebel que qüestiona els fonaments del sistema i que serveix de pedra de toc per a Guy.
- Equip de cremadors = companys de feina de Guy; serveixen per a articular el debat sobre la lectura, argumentant-ne en contra; i és evident per al lector que el seu odi prové de traumes.
- Faber = intel·lectual i antic professor de literatura, articula el debat a favor dels llibres.
- Granger = líder de la resistència en l'exili, comanda un grup de persones que memoritzen els llibres.

## Temes
Els temes principals que apareixen en la novel·la són la censura, el poder, la importància de la literatura i de la paraula com a font i vehicle del pensament, la tecnologia i la responsabilitat col·lectiva enfront dels abusos dels governants o el rumb de la societat. Els crítics també hi han vist una al·lusió a la caça de bruixes dels EUA als anys 50 i un atac a aquells que menyspreen l'anomenada alta cultura o són addictes a la televisió i a un lleure alienant. Al final de la novel·la, es compara la humanitat amb l'au fènix, ja que pot destruir-se (morir) i renéixer cada vegada i aprendre dels errors passats. Així, es convida a l'optimisme: sempre es pot refer la societat.

## Traduccions al català
- Fahrenheit 451 (2020), traducció de Jaume Subirana (amb pròleg de Víctor García Tur), Proa (ISBN 9788475888217, hi ha altres edicions de la mateixa traducció en altres formats, editorials i col·leccions: 1986, 1991, 1996, 2004, 2009, 2012, 2020, 2022).